# Hanover (Nowy Jork)
Hanover – miasto w Stanach Zjednoczonych, w stanie Nowy Jork, w hrabstwie Chautauqua.